# Menhir de la Pierre-Clouise
La Pierre-Clouise est une pierre à glissade située sur la commune de Largny-sur-Automne , dans le département de l'Aisne, en France.

## Description
La pierre n'est pas un menhir, contrairement au motif de son classement et à la mention figurant sur la carte IGN, mais une pierre à glissade.

## Historique
Le site est classé au titre des monuments historiques en 1889.